# Urosigalphus rubicarapace
Urosigalphus rubicarapace är en stekelart som beskrevs av Gibson 1974. Urosigalphus rubicarapace ingår i släktet Urosigalphus och familjen bracksteklar. Inga underarter finns listade i Catalogue of Life.